# Tribunal Administrativo e Fiscal do Porto
O Tribunal Administrativo e Fiscal do Porto é um tribunal português, sediado na cidade do Porto, pertencente à jurisdição administrativa e tributária.
Este tribunal tem jurisdição sobre os seguintes municípios:
- Porto (sede)
- Gondomar
- Maia
- Matosinhos
- Póvoa de Varzim
- Vila do Conde
- Vila Nova de Gaia

O Tribunal Administrativo e Fiscal do Porto está integrado na área de jurisdição do Tribunal Central Administrativo Norte. 